# スムマーヌス
スムマーヌス（Summanus）は、ローマ神話における夜の電光の神。長母音を省略してスムマヌスとも表記される。
サビーニ人の王であるティトゥス・タティウスがロームルスとともにローマを治めた時期に伝えられた神々の中の一人。